# Nati nel 1689
| Questa pagina contiene informazioni ricavate automaticamente dalle voci biografiche con l'ausilio del template Bio e di un bot. L'aggiornamento è periodico e automatico e ricostruisce completamente la pagina. Se manca una persona in questa lista, sei pregato di non aggiungerla, ma accertati piuttosto che la sua voce biografica contenga il template Bio e che i dati anagrafici siano correttamente compilati. Se il template Bio manca, inseriscilo tu stesso o, in alternativa, metti l'avviso {{tmp\|Bio}} che ne segnala la mancanza. Se i dati riportati sono sbagliati, correggi direttamente la voce biografica; le modifiche saranno visibili in questa lista entro pochi giorni. Per chiarimenti vedi il progetto biografie. La lista contiene solo le 89 persone che sono citate nell'enciclopedia e per le quali è stato implementato correttamente il template Bio. Pagina aggiornata al 18 lug 2025. |

## Gennaio(8)
- 1º gennaio - José de Antequera y Castro, politico e rivoluzionario spagnolo († 1735)
- 2 gennaio - Stefano Blascovich, vescovo cattolico dalmata († 1776)
- 14 gennaio - Dorotea Sofia d'Assia-Darmstadt, nobile († 1723)
- 15 gennaio - Giovanni Gaetano Bottari, filologo, lessicografo e archeologo italiano († 1775)
- 16 gennaio - Edmond Jean François Barbier, giurista e scrittore francese († 1771)
- 18 gennaio - Montesquieu, filosofo, giurista e storico francese († 1755)
- 22 gennaio - Philibert Orry, politico francese († 1747)
- 24 gennaio - Gaspare Diziani, pittore italiano († 1767)

## Febbraio(7)
- 2 febbraio - Niccolò Bianchini, vescovo cattolico italiano († 1750)
- 3 febbraio - Blas de Lezo, ammiraglio spagnolo († 1741)
- 4 febbraio - Johann Christian Feige, scultore e intagliatore tedesco († 1751)
- 23 febbraio - Samuel Bellamy, pirata britannico († 1717)
- 23 febbraio - Leonardo Antonio Olivieri, pittore italiano († 1752)
- 24 febbraio - Pietro Paolo Conti, cardinale italiano († 1770)
- 27 febbraio - Louis III de Mailly-Nesle, militare e nobile francese († 1767)

## Marzo(3)
- 13 marzo - Mattias Alexander von Ungern-Sternberg, generale e politico svedese († 1763)
- 14 marzo - Alessandro Del Nero, scrittore e drammaturgo italiano († 1754)
- 26 marzo - Maria Maddalena d'Asburgo, nobildonna († 1743)

## Aprile(3)
- 18 aprile - Maria Anna di Borbone-Conti, nobile francese († 1720)
- 24 aprile - Giovanni Antonio Faldoni, incisore e pittore italiano
- 30 aprile - Jean-Jacques Amelot de Chaillou, politico francese († 1749)

## Maggio(4)
- 15 maggio - Mary Wortley Montagu, scrittrice e poetessa inglese († 1762)
- 24 maggio - Daniel Finch, VIII conte di Winchilsea, politico inglese († 1769)
- 27 maggio - Andreas Jakob von Dietrichstein, arcivescovo cattolico austriaco († 1753)
- 28 maggio - Massimiliano d'Assia-Kassel, generale († 1753)

## Luglio(7)
- 6 luglio - Johann Friedrich Karl von Ostein, arcivescovo cattolico tedesco († 1763)
- 9 luglio - Alexis Piron, poeta e drammaturgo francese († 1773)
- 15 luglio - Mary Churchill, nobile britannica († 1751)
- 17 luglio - Cristiano d'Assia-Wanfried-Rheinfels, nobile tedesco († 1755)
- 22 luglio - Szymon Czechowicz, pittore polacco († 1775)
- 24 luglio - Guglielmo, duca di Gloucester, nobile britannico († 1700)
- 25 luglio - Lilia Maria del Santissimo Crocifisso, religiosa e insegnante italiana († 1773)

## Agosto(3)
- 7 agosto - Henrik Benzelius, arcivescovo luterano e teologo svedese († 1758)
- 19 agosto - Samuel Richardson, scrittore inglese († 1761)
- 30 agosto - Michele Palma, arcivescovo cattolico italiano († 1755)

## Settembre(11)
- 1º settembre - Kilian Ignaz Dientzenhofer, architetto tedesco († 1751)
- 1º settembre - Francesco Domenico del Liechtenstein, principe austriaco († 1711)
- 1º settembre - Carlo Maria Sacripante, cardinale e vescovo cattolico italiano († 1758)
- 18 settembre - Gabriele Malagrida, gesuita e missionario italiano († 1761)
- 20 settembre - Santolo Cirillo, pittore italiano († 1755)
- 21 settembre - Jan Branicki, nobile e politico polacco († 1771)
- 23 settembre - Antonio Denzio, tenore, impresario teatrale e librettista italiano
- 24 settembre - Johann Adam Steinmetz, teologo tedesco († 1762)
- 26 settembre - Joseph-Nicolas Gautier, militare, patriota e mercante francese († 1752)
- 27 settembre - Edward Stanley, XI conte di Derby, nobile e politico inglese († 1776)
- 30 settembre - Jacques Aubert, compositore e violinista francese († 1753)

## Ottobre(3)
- 10 ottobre - Francesco Maria Pratilli, prete, archeologo e antiquario italiano († 1763)
- 22 ottobre - Giovanni V del Portogallo, sovrano portoghese († 1750)
- 28 ottobre - Simone Martinez, scultore italiano († 1768)

## Novembre(6)
- 2 novembre - Charles-François Panard, poeta e drammaturgo francese († 1765)
- 8 novembre - Enrico XXXV di Schwarzburg-Sondershausen, nobile († 1758)
- 21 novembre - Giacomo I di Monaco, principe († 1751)
- 26 novembre - Carl Otto Rechenberg, giurista, poeta e storico tedesco († 1751)
- 28 novembre - Gian Giuseppe Liruti, storico e bibliografo italiano († 1780)
- 30 novembre - Joseph Wamps, pittore francese († 1744)

## Dicembre(3)
- 4 dicembre - Giovanni Francesco Maria Marchi, compositore italiano († 1740)
- 8 dicembre - Francesco II Giuseppe di Lorena, nobile e abate tedesco († 1715)
- 23 dicembre - Joseph Bodin de Boismortier, compositore francese († 1755)

## Senza giorno specificato(31)
- William Adam, architetto scozzese († 1748)
- Francesco Maria Bianchi, pittore italiano († 1757)
- Andrea Bolzoni, incisore italiano († 1760)
- Gaetano Chiaveri, architetto italiano († 1770)
- Elizabeth Colyear, nobildonna inglese († 1768)
- Mathieu Criaerd, ebanista francese († 1776)
- Baldassarre De Caro, pittore italiano († 1750)
- Domenico Duprà, pittore († 1770)
- Hieronymus Albrecht Hass, cembalaro tedesco († 1752)
- Hekimoğlu Ali Pascià, politico e militare ottomano († 1758)
- Hagop Bedros II Hovsepian, patriarca cattolico siriano († 1753)
- Henrietta Hobart, nobile britannica († 1767)
- Miyagawa Isshō, pittore giapponese († 1779)
- Gilles Joubert, ebanista francese († 1775)
- Santino Lavazza, liutaio italiano († 1726)
- Olivier Levasseur, pirata francese († 1730)
- Charles Levens, compositore francese († 1764)
- Massimo II Hakim, vescovo cattolico e patriarca cattolico siriano († 1761)
- Marianna Pignatelli, contessa di Althann, nobildonna spagnola († 1755)
- Giovanni Francesco Pivati, scrittore italiano († 1764)
- José Alfonso Pizarro, ufficiale spagnolo († 1762)
- Elizabeth Porter, britannica († 1752)
- Francesco Maria Schiaffino, scultore italiano († 1765)
- Robert Smith, matematico britannico († 1768)
- Joseph Séguy, presbitero, abate e poeta francese († 1761)
- Gaetano Tacconi, medico e anatomista italiano († 1782)
- Francesco Saverio Valguarnera, nobile, militare e politico italiano († 1739)
- Francesco Vellani, pittore italiano († 1768)
- Agostino Veracini, pittore e restauratore italiano († 1762)
- Gaetano Volpi, religioso, editore e scrittore italiano († 1761)
- Marco de Luchi, arcivescovo cattolico dalmata († 1749)